# 이정수 (1983년)
이정수(1983년 8월 22일 ~ )는 대한민국의 연극 배우, 뮤지컬 배우다.

## 방송
- 2017년 SBS 월화 미니시리즈 《의문의 일승》

## 영화
- 2013년 영화 《촌능력전쟁》 ... 이장 역
- 2014년 영화 《역린》 ... 기방사내 역
- 2017년 영화 《재심》 ... 태구 부하 역
- 2017년 영화 《프리즌》 ... 캉웨이 역
- 2017년 영화 《리얼》 ... 스패너 렉카기사 역
- 2017년 영화 《청년경찰》 ... 귀파방 실장 역
- 2017년 영화 《로마의 휴일》 ... 뚱땡이중년남 역
- 2018년 영화 《머니백》 ... 마약성 똘마니 대 역
- 2019년 영화 《극한직업》 ... 광주분점 조직원1 역
- 2019년 영화 《양자물리학》 ... 문 실장 사내들 역
- 2022년 영화 《봄날》 ... 만구 역
- 2023년 영화 《밀수》 ... 달건이 역

## 예능
- 2017년 JTBC 금요 예능프로그램 《팬텀싱어 2》

## 음반
- 팬텀싱어2 Episode 5 (2017)
- 팬텀싱어2 Episode 6 (2017)